# الهد
الهد  هي قرية لبنانية من قرى قضاء عكار في محافظة الشمال. تقع في تجمع للقرى يسمى الدريب الأوسط. تقع شمال-شرق بيروت، و تبعد عنها حوالي 97 كلم (60 ميل). سكانها من الموارنة, وعدد الناخبين فيها على لوائح الشطب يقدر بحوالي 400 شخص.

## كنيسة مار نوهرا
تم توثيق كنيسة القديس نهرا في أواخر القرن التاسع عشر وأوائل القرن العشرين. اسم القديس مشتق من الآرامية نورو (النور). كانت الكنيسة الأصلية صغيرة بسقف من القرميد الأحمر. تقع أنقاضها عبر نهر الأسطوان ، على بعد كيلومترين (1.2 ميل) على قمة تل محاط بأشجار الصنوبر والبلوط. الكنيسة ، التي قد يرجع تاريخها إلى القرن الخامس أو السادس ، كانت محاطة بقرى مارونية (مسيحية) على جانبي نهر الأسطوان. تم بناء قرى سنية (مسلمة) بالقرب من أنقاض الكنيسة على مدى 200 عام الماضية ، لتحل محل المسيحيين في المنطقة بعد غزو الإمبراطورية العثمانية. آثار الكنيسة الأخرى موجودة في قرية مزرعة بلدة. إحداها كنيسة السيدة العذراء مريم. شجرة البلوط التي يبلغ عمرها 500 عام ولها فروع تمتد لأكثر من 15 مترًا يحظى بالتبجيل من قبل القرويين المسلمين، الذين يشيرون إلى الشجرة والآثار المحيطة بها باسم «السيدة». تم الانتهاء من إعادة بناء الكنيسة بالكامل ، بما في ذلك السقف الخرساني، في عام 1972.

## عائلات القرية
لقد كانت المنطقة دائما مأهولة بالسكن عبر الزمن. يعود تاريخ العائلات في منطقة الهد إلى القرن الرابع. من العائلات التي بقية واللتي تسكنها حاليا:
إسحاق - يتواجدون في لبنان وأستراليا وفرنسا والكورة وشمال لبنان وبيروت
الخوري - المعروف أيضًا باسم تادروس نسبة لاسم الجد الذي كان والده قسيسًا في القرية. أحفاد هذه يتواجدون العائلة في لبنان وفنزويلا وأستراليا.
حنا - يتواجدون في إسبانيا وفنزويلا وأستراليا
مارون - يتواجدون في لبنان وفنزويلا
طنوس - يتواجدون في البرازيل ؛ من نسل آل بدر طنوس الياس
عتيق - يتواجدون في لبنان وأيرلندا وأستراليا وأفريقيا
ديب - يتواجدون في لبنان وفنزويلا والأرجنتين وأستراليا
مارينا - يتواجدون في لبنان وفنزويلا وأوروبا.
جاء أل اسحق ، أول المستوطنين في القرية، من سوريا بعد مذبحة الموارنة على نهر ألاسي (نهر العاصي). جاءت عائلة الخوري من البترون منذ أكثر من 300 عام ، وكانت عائلة عتيق أيضًا من سوريا.